# Conde de Cacilhas
O título de Conde de Cacilhas foi criado por decreto e por carta de 18 de Maio de 1824 do rei D. João VI de Portugal a favor do embaixador D. Edward Thornton, por três vidas.

## Titulares
1. Edward Thornton, 1.º conde de Cacilhas
2. Edward Thornton, 2.º conde de Cacilhas
3. Edward Thornton, 3.º conde de Cacilhas